# Senat Delaware
Senat Delaware (Delaware Senate) – izba wyższa parlamentu amerykańskiego stanu Delaware. Liczy 21 członków wybieranych na czteroletnią kadencję, przy czym co dwa lata odnawiana jest połowa składu (ze względu na nieparzystą liczbę członków, w praktyce w kolejnych wyborach wyłania się naprzemiennie po 11 i po 10 senatorów). Wybory odbywają się w jednomandatowych okręgach wyborczych, z zastosowaniem ordynacji większościowej. 
Podobnie jak w większości pozostałych amerykańskich stanowych izb wyższych, formalnym przewodniczącym Senatu jest z urzędu zastępca gubernatora stanu. W praktyce jego pracami kieruje przewodniczący pro tempore, którego senatorowie wybierają z własnego grona. Zawsze jest on członkiem partii mającej w danej kadencji większość w Senacie. 

## Kierownictwo
stan na 16 października 2010
- Przewodniczący: Matt Denn (D, z urzędu jako zastępca gubernatora Delaware)
- Przewodniczący pro tempore: Anthony DeLuca (D)
- Lider większości: Patricia Blevins (D)
- Lider mniejszości: Gary Simpson (R)